# Diego Verduzco
Diego Verduzco (Santa Ana, Califórnia, Estados Unidos, 1981) é um guitarrista da banda de nu metal Ill Niño. Ele ganhou destaque anteriormente ao integrar o grupo Odum.

## Infância
Diego nasceu em Santa Ana, Califórnia, e ainda mora lá. Cresceu e entrou no mundo do rock ouvindo Santana, considerado por ele, até hoje, sua principal influência musical.

## Música
Entre seus grupos favoritos estão A Perfect Circle, Deftones, Rage Against the Machine, Manu Chao e At the Drive In.

## Odum
Originalmente formado em 2005 pelos amigos Rob Zeinum e Gus Conde (brasileiros da cidade de Santos, litoral de São Paulo), em Los Angeles, juntamente com outros três membros americanos (incluindo Diego Verduzco), o Odum rapidamente conquistou por lá sua maior base de fãs. Com sonoridade marcante, misturando a arte da música pesada com elementos naturais das mais variadas influências, a banda lançou no mesmo ano o EP Forever (apresentando quatro faixas), com produção de Steve Tushar, que já trabalhou com Fear Factory, Korn e Megadeth.
Eles permaneceram juntos até meados de 2006, tocando em diversas casas de shows pela costa oeste dos Estados Unidos. Após mudanças inesperadas nos planos – Verduzco foi convidado para ingressar no Ill Niño –, o Odum confirmou sua separação no ano seguinte.
Já no início de 2008, o Odum retornou oficialmente às atividades. Compondo e ensaiando por alguns meses, os dois fundadores e únicos remanescentes da formação original do grupo, sozinhos, gravaram três músicas, incluindo um vídeo promocional, com todo o material disponível na internet. O músico e produtor alemão Ralf Krashkarma foi escolhido para dirigir o projeto, cujas demos foram gravadas em seu próprio estúdio, em Hollywood. O segundo EP do Odum, homônimo, foi lançado no Brasil, em março de 2009.
Atualmente, o Odum está em estúdio finalizando novos sons enquanto realiza audições para encontrar músicos ideais visando a futuros showcases, com uma série de apresentações pela região de Los Angeles seguida de uma tão aguardada turnê norte-americana.

## Ill Niño
Amigo de longa data dos integrantes do Ill Niño, Diego deixou o Odum no início de maio de 2006 para cobrir a ausência, até então, temporária de Jardel Paisante, que saiu do Ill Niño durante a primavera (americana) daquele ano alegando problemas familiares. Impossibilitado de fazer turnês, Jardel foi oficialmente substituído por Diego, fato que acabou sendo alvo de polêmica entre as partes envolvidas.
Junto com o Ill Niño, Diego já gravou The Undercover Sessions (2006) e Enigma (2008).

## Equipamento
Diego Verduzco usa: ESP Guitars, VHT amps, Yamaha Acoustic Guitars, Digitech Effects, Dean Markley Strings, In Tune Guitar, ISP Technogies.

## Curiosidades
Seu álbum favorito do Santana é Abraxas.

Sua cidade favorita para tocar ao vivo é Los Angeles.